# 9268 Jeremihschneider
A 9268 Jeremihschneider (ideiglenes jelöléssel (9268) 1978 VZ2) a Naprendszer kisbolygóövében található aszteroida. Eleanor F. Helin és Schelte J. Bus fedezte fel 1978. november 7-én.